# Aragón TV
Aragón TV est une chaîne de télévision régionale espagnole. Lancée en 2006, elle est gérée par l’entreprise Televisión Autonómica de Aragón S.A. du groupe de radio et de télévision de la communauté autonome d'Aragon (Corporación Aragonesa de Radio y Televisión). Elle est aussi diffusée depuis le 25 juin 2007 en haute définition, sur un deuxième canal de la TDT, Aragón 2 HD.
Média généraliste, elle intègre à sa programmation émissions de proximité, informations locales, séries, dessins animés, films et retransmissions sportives. L'accent est également mis sur les émissions à caractère culturel, dont une grande part de documentaires ou de programmes consacrés à la découverte de l'histoire, des traditions et des spécificités culturelles de la province d'Aragon. La chaîne est diffusée sur le réseau hertzien (analogique et numérique) dans la quasi-totalité de la communauté autonome (99,4 % de la population étant en mesure de la recevoir), ainsi que sur plusieurs réseaux câblés et/ou ADSL.
Une version spécifique, Aragón TV Internacional, émet par satellite (Astra à destination de la diaspora. Elle reprend en direct le signal de Aragón TV, à l'exception de certaines émissions pour lesquelles elle n'a pas les droits en dehors du territoire espagnol (films, séries). Durant ces plages horaires, elle reprend le signal d'Euronews.

## Description
Les premières transmissions expérimentales de la télévision aragonaise débutent au mois de décembre 2005. Le 22 décembre, la mire qui était diffusée jusqu'alors laisse la place à un court métrage montrant des paysages aragonais, diffusé en boucle jusqu'au début de l'année 2006.
La chaîne franchit un pas significatif avec la diffusion en direct du match de football opposant le Real Saragosse au FC Barcelone le 25 février. Pendant plusieurs semaines, Aragón TV continue ses tests avant d'émettre ses émissions régulières le 21 avril, un peu avant le début des festivités du Día de Aragón (fête de la communauté autonome).
La chaîne commence à diffuser une partie de ses programmes en 16:9 à partir de 2009. En 2010, elle entame des tests en vue de préparer son passage à la télévision haute définition (HD), faisant figure de pionnière dans ce domaine.
En semaine, les émissions régulières débutent à 8 heures du matin avec le programme Buenos días Aragón présenté par Fernando Ruiz et Ana Calero. Cette émission matinale traite de l'actualité locale et nationale, en liaison avec ses correspondants locaux à Saragosse, Huesca et Teruel. Elle présente également des chroniques thématiques, des reportages, des bulletins météo et des points d'information sur le trafic automobile. Les après-midi sont consacrés au divertissement, à travers des séries et des jeux télévisés.
L'information est présente à l'antenne à travers trois éditions du journal télévisé (à 14 heures, 20 heures 30 et minuit) ainsi que par l'intermédiaire du programme « Aragón en abierto » diffusée à 19 heures 15. Les soirées sont consacrées au cinéma, au sport ou aux variétés.